# Baloghoizetes pluritrichosus
Baloghoizetes pluritrichosus är en kvalsterart som beskrevs av Sandór Mahunka 2003. Baloghoizetes pluritrichosus ingår i släktet Baloghoizetes och familjen Microzetidae. Inga underarter finns listade.